# Basirhat
Basirhat (bengali বিসরহাট) är en stad i den indiska delstaten Västbengalen. Den är belägen nära gränsen till Bangladesh i distriktet Uttar 24 Parganas. Folkmängden uppgick till cirka 125 000 invånare vid folkräkningen 2011, med förorter cirka 143 000 invånare.